# Nutzschall
Der Nutzschall oder das Nutzsignal ist das Gegenteil von Störschall bzw. von Störsignal. Man unterscheidet den Nutzschall, wie Musik oder die Stimme beim Gespräch, und den Störschall, wie Baustellen- oder Verkehrslärm. Der Nutzschall stellt bei der elektrischen Übertragung auch das zu Nutzzwecken verwendete Signal dar, das durch besondere elektrische Größen, wie Spannung, Frequenz usw. gekennzeichnet ist. Das Nutzsignal kann aus einem zeitlich kontinuierlichen oder diskontinuierlichen Vorgang bestehen. Im Falle der Zuordnung des Nutzschalls zu einem Bezugswert spricht man von einem Nutzpegel, der eine wesentliche Größe des elektrischen Nutzsignals darstellt.
Voraussetzung für ein gutes Sprachverständnis ist, dass der Nutzschall größer als der Störschall ist. Nicht nur hörgeschädigte, sondern auch gut hörende Menschen profitieren von einem positiven Nutz-/Störschall-Verhältnis und geringen Nachhallzeiten.